# Ramaria henriquesii
Ramaria henriquesii är en svampart som först beskrevs av Bres. & Roum., och fick sitt nu gällande namn av Corner 1950. Ramaria henriquesii ingår i släktet Ramaria och familjen Gomphaceae.   Inga underarter finns listade i Catalogue of Life.